# Xyliphius kryptos
Xyliphius kryptos är en fiskart som beskrevs av Donald C.Taphorn och Lilystrom, 1983. Xyliphius kryptos ingår i släktet Xyliphius och familjen Aspredinidae. Inga underarter finns listade i Catalogue of Life.